# بيدرو كانو
بيدرو كانو (بالإنجليزية: Pedro Cano)‏ هو عسكري أمريكي، ولد في 19 يونيو 1920 في ولاية نويفو ليون في المكسيك، وتوفي في 24 يونيو 1952 في فار في الولايات المتحدة.